# Domaradz (Pokój)
Domaradz  (deutsch Dammratsch, 1936–45: Dammfelde) ist eine Ortschaft in Oberschlesien. Domaradz liegt in der Gemeinde Pokój im Powiat Namysłowski in der polnischen Woiwodschaft Oppeln.

## Geographie

### Geographische Lage
Domaradz liegt im nordwestlichen Teil Oberschlesiens. Domaradz liegt etwa drei Kilometer nordwestlich vom Gemeindesitz Pokój, etwa 18 Kilometer südöstlich der Kreisstadt Namysłów und 31 Kilometer nördlich von der Woiwodschaftshauptstadt Oppeln. Der Ort liegt in der Nizina Śląska (Schlesische Tiefebene) innerhalb der Równina Oleśnicka (Oelser Ebene).
Domaradz liegt im Landschaftsschutzpark Stobrawski. Nördlich des Dorfes fließt die Bogacica (dt. Bodländer Flössbach), ein linker Nebenfluss des Stobers.

### Ortsteile
Zu gehören die Weiler Jagienna (Dammweide), Kozuby (Kosuben), Paryż (Dammwehr), Świercowskie (Dammwiese) und Żabiniec (Sabinietz).

### Nachbarorte
Nachbarorte von Domaradz sind im Norden Fałkowice (Falkowitz) und im Osten Domaradzka Kuźnia (Dammratschhammer).

## Geschichte
Der Ort wurde 1309 erstmals als Damarecz erwähnt und nach deutschem Recht gegründet. Der Ortsname leitet sich vom Namen des Gründers ab, das Dorf des Thomas.
Nach dem Ersten Schlesischen Krieg 1742 fiel Dammratsch mit dem größten Teil Schlesiens an Preußen.
Nach der Neuorganisation der Provinz Schlesien gehörte die Landgemeinde Dammratsch ab 1816 zum Landkreis Oppeln im Regierungsbezirk Oppeln. 1845 bestanden im Dorf eine katholische Schule, eine Mühle sowie weitere 170 Häuser. Im gleichen Jahr lebten in Dammratsch 1416 Menschen, davon 21 evangelisch und 13 jüdisch. 1874 wurde der Amtsbezirk Dombrowka gegründet, zu dem Dammratsch eingegliedert wurde.
1913 wurde die Freiwillige Feuerwehr im Dorf gegründet. Bei der Volksabstimmung in Oberschlesien am 20. März 1921 stimmten in Dammratsch 1677 Wahlberechtigte für einen Verbleib bei Deutschland und 103 für Polen. Dammratsch verblieb beim Deutschen Reich. 1933 lebten im Ort 1963 Menschen. Am 19. Mai 1936 wurde der Ortsname in Dammfelde geändert. 1939 hatte Dammfelde 1865 Einwohner. Bis 1945 befand sich der Ort im Landkreis Oppeln.
1945 kam der bisher deutsche Ort Dammfelde unter polnische Verwaltung und wurde in Domaradz  umbenannt und der Woiwodschaft Schlesien angeschlossen. 1950 kam der Ort zur Woiwodschaft Oppeln. 1999 kam der Ort zum Powiat Namysłowski.

## Sehenswürdigkeiten
- Zweistöckige Glockenkapelle aus Backstein mit Spitzdach im Dorfkern
- Backsteinkapelle am südlichen Ortseingang mit Marienbild
- Wegekreuz

## Vereine
- Freiwillige Feuerwehr OSP Domaradz